# Landesalmosenamt Nürnberg
Das Landesalmosenamt war ein von 1524 bis 1806 bestehendes Amt der Reichsstadt Nürnberg. Sitz des Amtes war kurzzeitig das Haus des Klaus Helcher in der Schildgasse und seit 1529 das säkularisierte Augustinerkloster (Kirche: St. Veit). Der Pfleger des Landesalmosenamts unterstand der Aufsicht von vier Oberalmospflegern oder Almosherren.

## Beschreibung
Zur Armenfürsorge im Stadtgebiet war das Stadtalmosenamt tätig, das nach der Reformation 1525 das Stiftungsvermögen des Reichen Almosens verwaltete, zu dem noch der beträchtliche Kirchen- und Klosterbesitz im Stadtgebiet kam:
- Augustinerkloster (seit 1525)
- Egidienkloster (seit 1525)
- Karmeliterkloster (seit 1525)
- Kartäuserkloster (seit 1525)
- Katharinenkloster, nur Altarpfründe (seit 1533), ansonsten wurde die Verwaltung vom Katharinenamt übernommen
- Klarakloster, nur Marienaltarpfründe (seit 1530), ansonsten wurde die Verwaltung vom Klarenamt übernommen
- Franziskanerkloster (seit 1543)
- Kloster Himmelthron (Gründlach) (seit 1526)
- Kirche St. Lorenz
- Kirche St. Sebald
- Frauenkirche (seit 1525)
- die Findel
- Heilig-Kreuz-Pilgerspital (seit 1532)

Insbesondere das „Reiche Almosen“ und die beiden großen Nürnberger Pfarrkirchen St. Lorenz und St. Sebald verfügten über einen ausgedehnten und zahlreichen Grundbesitz mit Einnahmen hieraus. Um diese besser verwalten zu können, untergliederte bereits 1524 das Almosenamt in ein Stadt- und ein Landesalmosenamt. Das Landalmosenamt diente der Fürsorge im Landgebiet und verwaltete nach der Reformation 1525 und Auflösung der Klöster die ehemals kirchlichen Besitzungen im Nürnberger Umland.
Das Landesalmosenamt zog die Einkünfte aus den Besitzungen in den Gebieten der Reichsstadt Nürnberg außerhalb der Stadtmauern ein, während das Stadtalmosenamt die Einkünfte (Zinsen, Gattergelder, Legate und das Opferstockgeld) aus den Häusern und Gärten innerhalb der Stadt bezog. Das Landesalmosenamt übernahm auch die Verwaltung der außerhalb gelegenen Erträge des Reichen Almosens, deren Einkünfte es dann an das Stadtalmosenamt auszahlte.
Hochgerichtliche Befugnisse hatte das Landesalmosenamt nicht. Es hatte allerdings die Dorf- und Gemeindeherrschaft über folgende Orte:
Bodengrub, Dambach (⚔), Ebach, Illhof, Kasberg (zum Teil), Kirchrüsselbach, Letten, Oberbreitenlohe, Pommer, Reingrub, Reisach, Schupf (z. T.), Taubenhof, Vogtsreichenbach, Weigensdorf (z. T.) Weihersberg, Welkenbach, Wetzendorf und Zirndorf (z. T.).
Das Landesalmosenamt hatte weit über den Nürnberger Raum hinaus grundherrschaftliche Ansprüche in den Hochgerichtsbezirken des Deutschen Ordens, der Fürstentümer Brandenburg-Ansbach und Brandenburg-Bayreuth, Herrschaft Burgfarrnbach, Hochstift Bamberg, Hochstift Eichstätt, Künsberg und Pfalz-Bayern. Gegen Ende des 18. Jahrhunderts waren es 746 Anwesen in 247 Orten.

## Grundherrschaft
Für die nachfolgende Tabelle gibt
GH die Zahl der Anwesen an, über die das Landesalmosenamt die Grundherrschaft hatte. ∑ gibt die Gesamtzahl der Anwesen des Ortes an. % gibt den prozentualen Anteil an. Hochgericht1 gibt die Herrschaft an, die hochgerichtliche Befugnisse hatte. Hochgericht2 gibt, soweit vorhanden, eine weitere Herrschaft an, die entweder die hochgerichtlichen Befugnisse von Hochgericht1 bestritt (⚔) oder gemeinsam (⚭) mit ihr ausübte.
| Ort                         | GH  | ∑   | %   | Hochgericht 1        | Hochgericht 2              |
| --------------------------- | --- | --- | --- | -------------------- | -------------------------- |
| Almoshof                    | 001 | 054 | 002 | Reichsstadt Nürnberg | Brandenburg-Bayreuth ⚔     |
| Altensittenbach             | 001 | 058 | 002 | Reichsstadt Nürnberg |                            |
| Altenthann                  | 001 | 032 | 003 | Reichsstadt Nürnberg | Brandenburg-Ansbach ⚔      |
| Arzlohe                     | 001 | 010 | 010 | Reichsstadt Nürnberg |                            |
| Aue                         | 001 | 010 | 010 | Brandenburg-Ansbach  |                            |
| Banderbach                  | 003 | 017 | 018 | Brandenburg-Ansbach  |                            |
| Barthelmesaurach            | 003 | 025 | 012 | Brandenburg-Ansbach  |                            |
| Bechhofen                   | 001 | 019 | 005 | Brandenburg-Ansbach  |                            |
| Bodengrub                   | 001 | 001 | 100 | Reichsstadt Nürnberg |                            |
| Boxdorf                     | 001 | 024 | 004 | Reichsstadt Nürnberg | Brandenburg-Bayreuth ⚔     |
| Braunsbach                  | 001 | 009 | 011 | Reichsstadt Nürnberg | Brandenburg-Bayreuth ⚔     |
| Breitenbrunn                | 001 | 014 | 007 | Reichsstadt Nürnberg |                            |
| Brunn                       | 002 | 013 | 015 | Brandenburg-Ansbach  |                            |
| Buch                        | 001 | 008 | 013 | Brandenburg-Bayreuth | Hochstift Bamberg ⚭        |
| Büchenbach                  | 004 | 037 | 011 | Brandenburg-Ansbach  |                            |
| Burgfarrnbach               | 003 | 113 | 003 | Hochstift Bamberg    | Herrschaft Burgfarrnbach ⚭ |
| Burggriesbach               | 009 | 047 | 019 | Hochstift Eichstätt  |                            |
| Burgstall                   | 001 | 013 | 008 | Brandenburg-Ansbach  |                            |
| Buttendorf                  | 002 | 017 | 012 | Brandenburg-Ansbach  |                            |
| Dachstadt                   | 005 | 028 | 018 | Reichsstadt Nürnberg |                            |
| Dambach                     | 007 | 020 | 035 | Brandenburg-Ansbach  |                            |
| Dechendorf                  | 001 | 011 | 009 | Brandenburg-Ansbach  |                            |
| Deckersberg                 | 001 | 013 | 008 | Reichsstadt Nürnberg |                            |
| Diepersdorf                 | 007 | 045 | 016 | Reichsstadt Nürnberg | Brandenburg-Ansbach ⚔      |
| Dippersricht                | 001 | 006 | 017 | Pfalz-Bayern         |                            |
| Dippoldsberg                | 001 | 015 | 007 | Brandenburg-Bayreuth |                            |
| Dormitz                     | 006 | 051 | 012 | Hochstift Bamberg    |                            |
| Dürrnfarrnbach              | 001 | 008 | 013 | Brandenburg-Ansbach  | Brandenburg-Bayreuth ⚭     |
| Ebach                       | 008 | 019 | 042 | Reichsstadt Nürnberg | Pfalz-Bayern ⚭             |
| Egersdorf                   | 003 | 019 | 016 | Brandenburg-Ansbach  |                            |
| Elpersdorf bei Windsbach    | 001 | 022 | 005 | Brandenburg-Ansbach  |                            |
| Elsenberg                   | 004 | 019 | 021 | Hochstift Bamberg    |                            |
| Engelhof                    | 001 | 001 | 100 | Brandenburg-Ansbach  |                            |
| Erlenstegen                 | 001 | 023 | 004 | Reichsstadt Nürnberg | Brandenburg-Bayreuth ⚔     |
| Erlingsdorf                 | 001 | 003 | 033 | Hochstift Eichstätt  |                            |
| Ermreuth                    | 001 | 039 | 003 | Künsberg             | Hochstift Bamberg ⚭        |
| Eysölden                    | 002 | 081 | 002 | Brandenburg-Ansbach  |                            |
| Fernabrünst                 | 001 | 027 | 004 | Brandenburg-Ansbach  |                            |
| Fischbach                   | 003 | 008 | 038 | Reichsstadt Nürnberg |                            |
| Flexdorf                    | 002 | 007 | 029 | Brandenburg-Ansbach  |                            |
| Förrenbach                  | 004 | 043 | 009 | Reichsstadt Nürnberg |                            |
| Fürth                       | 017 | 540 | 001 | Brandenburg-Ansbach  | Reichsstadt Nürnberg ⚔     |
| Furth                       | 002 | 010 | 020 | Brandenburg-Ansbach  |                            |
| Gärten nördlich der Pegnitz | 005 |     |     | Reichsstadt Nürnberg | Brandenburg-Bayreuth ⚔     |
| Gaulnhofen                  | 001 | 005 | 020 | Brandenburg-Ansbach  |                            |
| Gebersdorf                  | 001 | 010 | 010 | Brandenburg-Ansbach  | Reichsstadt Nürnberg ⚔     |
| Georgensgmünd               | 002 | 074 | 003 | Brandenburg-Ansbach  |                            |
| Germersberg                 | 001 | 023 | 004 | Pfalz-Bayern         |                            |
| Gersdorf                    | 001 | 021 | 005 | Reichsstadt Nürnberg | Brandenburg-Ansbach ⚔      |
| Göckershof                  | 001 | 002 | 050 | Brandenburg-Ansbach  |                            |
| Göddeldorf                  | 001 | 008 | 013 | Brandenburg-Ansbach  |                            |
| Gonnersdorf                 | 002 | 011 | 018 | Brandenburg-Ansbach  |                            |
| Gostenhof                   | 002 | 092 | 002 | Reichsstadt Nürnberg |                            |
| Götteldorf                  | 002 | 024 | 008 | Brandenburg-Bayreuth | Brandenburg-Ansbach ⚭      |
| Gottmannsdorf               | 002 | 009 | 022 | Brandenburg-Bayreuth | Brandenburg-Ansbach ⚭      |
| Greimersdorf                | 002 | 007 | 029 | Brandenburg-Ansbach  |                            |
| Großreuth hinter der Veste  | 004 | 030 | 013 | Reichsstadt Nürnberg | Brandenburg-Bayreuth ⚔     |
| Großschwarzenlohe           | 005 | 022 | 023 | Brandenburg-Ansbach  |                            |
| Großviehberg                | 001 | 007 | 014 | Reichsstadt Nürnberg |                            |
| Grub                        | 002 | 021 | 010 | Brandenburg-Ansbach  |                            |
| Gustenfelden                | 003 | 027 | 011 | Brandenburg-Ansbach  |                            |
| Gutzberg                    | 001 | 009 | 011 | Brandenburg-Ansbach  |                            |
| Haag                        | 003 | 013 | 023 | Brandenburg-Ansbach  |                            |
| Hagenmühle                  | 001 | 001 | 100 | Brandenburg-Bayreuth |                            |
| Haid                        | 001 | 014 | 007 | Hochstift Bamberg    |                            |
| Haimendorf                  | 001 | 018 | 006 | Reichsstadt Nürnberg | Brandenburg-Ansbach ⚔      |
| Haimpfarrich                | 003 | 008 | 038 | Brandenburg-Ansbach  |                            |
| Hammerbach                  | 001 | 026 | 004 | Brandenburg-Bayreuth | Hochstift Bamberg ⚭        |
| Happurg                     | 007 | 082 | 009 | Reichsstadt Nürnberg |                            |
| Haundorf                    | 001 | 034 | 003 | Brandenburg-Ansbach  |                            |
| Häuselstein                 | 002 | 007 | 029 | Pfalz-Bayern         |                            |
| Hauslach                    | 002 | 014 | 014 | Brandenburg-Ansbach  |                            |
| Heng                        | 003 | 038 | 008 | Pfalz-Bayern         |                            |
| Hengdorf                    | 001 | 004 | 025 | Brandenburg-Ansbach  |                            |
| Herpersdorf                 | 006 | 008 | 075 | Reichsstadt Nürnberg |                            |
| Heuchling                   | 001 | 014 | 007 | Reichsstadt Nürnberg |                            |
| Hiltmannsdorf               | 002 | 014 | 014 | Brandenburg-Ansbach  | Reichsstadt Nürnberg ⚔     |
| Höfen                       | 005 | 013 | 038 | Pfalz-Bayern         |                            |
| Höfen                       | 004 | 018 | 022 | Brandenburg-Ansbach  | Reichsstadt Nürnberg ⚔     |
| Höfles                      | 004 | 022 | 018 | Reichsstadt Nürnberg | Brandenburg-Bayreuth ⚔     |
| Hohenweiler                 | 002 | 016 | 013 | Hochstift Eichstätt  |                            |
| Horbach                     | 001 | 014 | 007 | Brandenburg-Ansbach  |                            |
| Hüttenbach                  | 003 | 068 | 004 | Pfalz-Bayern         |                            |
| Illhof                      | 005 | 008 | 063 | Pfalz-Bayern         |                            |
| Immeldorf                   | 021 | 042 | 050 | Reichsstadt Nürnberg |                            |
| Kapsdorf                    | 001 | 009 | 011 | Brandenburg-Ansbach  |                            |
| Kasberg                     | 012 | 023 | 052 | Reichsstadt Nürnberg |                            |
| Keidenzell                  | 002 | 024 | 008 | Brandenburg-Ansbach  |                            |
| Kiliansdorf                 | 001 | 010 | 010 | Brandenburg-Ansbach  |                            |
| Kirchehrenbach              | 003 | 165 | 018 | Hochstift Bamberg    |                            |
| Kirchröttenbach             | 003 | 014 | 021 | Pfalz-Bayern         |                            |
| Kirchrüsselbach             | 004 | 009 | 044 | Reichsstadt Nürnberg |                            |
| Kleinbellhofen              | 001 | 007 | 014 | Pfalz-Bayern         |                            |
| Kleinschwarzenlohe          | 006 | 025 | 024 | Brandenburg-Ansbach  |                            |
| Kottensdorf                 | 001 | 024 | 004 | Brandenburg-Ansbach  |                            |
| Kreppling                   | 005 | 006 | 083 | Reichsstadt Nürnberg |                            |
| Kronach                     | 002 | 005 | 040 | Brandenburg-Bayreuth | Reichsstadt Nürnberg ⚔     |
| Krottenbach                 | 001 | 014 | 007 | Brandenburg-Ansbach  |                            |
| Laufamholz                  | 001 | 040 | 003 | Reichsstadt Nürnberg | Brandenburg-Ansbach ⚔      |
| Laubendorf                  | 001 | 037 | 003 | Brandenburg-Ansbach  |                            |
| Leinburg                    | 020 | 064 | 031 | Reichsstadt Nürnberg | Brandenburg-Ansbach ⚔      |
| Leitelshof                  | 001 | 012 | 008 | Brandenburg-Ansbach  |                            |
| Letten                      | 010 | 010 | 100 | Reichsstadt Nürnberg |                            |
| Leuzdorf                    | 001 | 014 | 007 | Brandenburg-Ansbach  |                            |
| Limbach                     | 003 | 011 | 027 | Brandenburg-Ansbach  |                            |
| Lindenhof                   | 001 | 001 | 100 | Reichsstadt Nürnberg |                            |
| Malmersdorf                 | 003 | 012 | 025 | Reichsstadt Nürnberg |                            |
| Massendorf                  | 003 | 012 | 025 | Hochstift Eichstätt  |                            |
| Meckenlohe                  | 003 | 015 | 020 | Brandenburg-Ansbach  |                            |
| Meuchlein                   | 003 | 014 | 021 | Brandenburg-Ansbach  |                            |
| Mildach                     | 002 | 008 | 025 | Brandenburg-Ansbach  |                            |
| Milmersdorf                 | 001 | 003 | 033 | Reichsstadt Nürnberg |                            |
| Mittelburg                  | 001 | 008 | 013 | Reichsstadt Nürnberg |                            |
| Mittelrüsselbach            | 003 | 021 | 014 | Reichsstadt Nürnberg |                            |
| Mitterrohrenstadt           | 003 | 015 | 020 | Pfalz-Bayern         |                            |
| Morsbrunn                   | 002 | 017 | 012 | Reichsstadt Nürnberg |                            |
| Mosenhof                    | 002 | 006 | 033 | Reichsstadt Nürnberg |                            |
| Müncherlbach                | 001 | 019 | 005 | Brandenburg-Bayreuth | Brandenburg-Ansbach ⚭      |
| Nasbach                     | 003 | 008 | 038 | Brandenburg-Ansbach  |                            |
| Nemsdorf                    | 002 | 010 | 020 | Brandenburg-Ansbach  |                            |
| Nerreth                     | 002 | 006 | 033 | Brandenburg-Ansbach  |                            |
| Neukirchen                  | 002 | 012 | 017 | Brandenburg-Ansbach  |                            |
| Neunhof                     | 003 | 059 | 005 | Brandenburg-Bayreuth | Reichsstadt Nürnberg ⚔     |
| Neuses                      | 002 | 015 | 013 | Hochstift Bamberg    |                            |
| Neuses                      | 001 | 009 | 011 | Brandenburg-Ansbach  |                            |
| Neusleshof                  | 002 | 002 | 100 | Hochstift Bamberg    |                            |
| Niederlindach               | 001 | 017 | 006 | Hochstift Bamberg    |                            |
| Nerreth                     | 002 | 006 | 033 | Brandenburg-Ansbach  |                            |
| Oberasbach                  | 004 | 022 | 018 | Brandenburg-Ansbach  |                            |
| Oberbaimbach                | 001 | 009 | 011 | Brandenburg-Ansbach  |                            |
| Oberbreitenlohe             | 006 | 011 | 055 | Hochstift Eichstätt  |                            |
| Oberehrenbach               | 003 | 037 | 008 | Hochstift Bamberg    |                            |
| Oberhaidelbach              | 003 | 020 | 015 | Reichsstadt Nürnberg | Brandenburg-Ansbach ⚔      |
| Oberheckenhofen             | 002 | 007 | 029 | Brandenburg-Ansbach  |                            |
| Obermainbach                | 002 | 009 | 022 | Brandenburg-Ansbach  |                            |
| Obermichelbach              | 001 | 020 | 005 | Brandenburg-Ansbach  |                            |
| Obermimberg                 | 001 | 004 | 025 | Brandenburg-Ansbach  |                            |
| Oberndorf                   | 006 | 020 | 030 | Reichsstadt Nürnberg | Pfalz-Bayern ⚭             |
| Oberrohrenstadt             | 001 | 003 | 033 | Pfalz-Bayern         |                            |
| Obersteinbach an der Haide  | 002 | 014 | 014 | Brandenburg-Ansbach  |                            |
| Obersteinbach ob Gmünd      | 001 | 025 | 004 | Hochstift Eichstätt  |                            |
| Oesdorf                     | 001 | 028 | 004 | Hochstift Bamberg    |                            |
| Ottensoos                   | 001 | 065 | 002 | Pfalz-Bayern         |                            |
| Ottmannsberg                | 001 | 005 | 020 | Brandenburg-Ansbach  |                            |
| Penzenhofen                 | 001 | 014 | 007 | Reichsstadt Nürnberg | Brandenburg-Ansbach ⚔      |
| Petersgmünd                 | 003 | 030 | 010 | Brandenburg-Ansbach  |                            |
| Peunting                    | 004 | 004 | 100 | Reichsstadt Nürnberg | Brandenburg-Ansbach ⚔      |
| Pfaffenhofen                | 006 | 024 | 025 | Brandenburg-Ansbach  |                            |
| Pfofeld                     | 001 | 069 | 001 | Brandenburg-Ansbach  | Deutscher Orden ⚔          |
| Pirkach                     | 002 | 017 | 012 | Brandenburg-Bayreuth |                            |
| Pölling                     | 001 | 078 | 001 | Pfalz-Bayern         |                            |
| Pommer                      | 026 | 029 | 090 | Hochstift Bamberg    |                            |
| Poppenreuth                 | 001 | 039 | 003 | Brandenburg-Ansbach  | Reichsstadt Nürnberg ⚔     |
| Poppenreuth                 | 002 | 006 | 033 | Brandenburg-Ansbach  |                            |
| Pötzling                    | 001 | 011 | 009 | Reichsstadt Nürnberg | Brandenburg-Ansbach ⚔      |
| Putzenreuth                 | 001 | 005 | 020 | Brandenburg-Ansbach  |                            |
| Pyras                       | 002 | 031 | 006 | Brandenburg-Ansbach  |                            |
| Raitenberg                  | 001 | 010 | 010 | Reichsstadt Nürnberg |                            |
| Raitersaich                 | 004 | 012 | 033 | Brandenburg-Ansbach  | Brandenburg-Bayreuth ⚭     |
| Rangen                      | 002 | 004 | 050 | Reichsstadt Nürnberg |                            |
| Rasch                       | 002 | 037 | 005 | Reichsstadt Nürnberg | Brandenburg-Ansbach ⚔      |
| Regelsbach                  | 003 | 021 | 014 | Brandenburg-Ansbach  |                            |
| Rehdorf                     | 001 | 007 | 014 | Brandenburg-Ansbach  |                            |
| Reingrub                    | 004 | 005 | 080 | Pfalz-Bayern         |                            |
| Reisach                     | 004 | 007 | 057 | Hochstift Eichstätt  | Pfalz-Bayern ⚭             |
| Retzendorf                  | 004 | 012 | 033 | Brandenburg-Ansbach  |                            |
| Rittersbach                 | 003 | 031 | 010 | Brandenburg-Ansbach  |                            |
| Rittershof                  | 001 | 009 | 011 | Pfalz-Bayern         |                            |
| Rohr                        | 005 | 052 | 010 | Brandenburg-Ansbach  |                            |
| Roßendorf                   | 003 | 016 | 019 | Brandenburg-Ansbach  |                            |
| Rothaurach                  | 002 | 023 | 009 | Brandenburg-Ansbach  |                            |
| Röthenbach an der Pegnitz   | 007 | 010 | 070 | Reichsstadt Nürnberg | Brandenburg-Ansbach ⚔      |
| Röttenbach                  | 011 | 068 | 016 | Hochstift Bamberg    |                            |
| Rübling                     | 002 | 008 | 025 | Hochstift Eichstätt  |                            |
| Rudelsdorf                  | 002 | 014 | 014 | Brandenburg-Ansbach  |                            |
| Rührersberg                 | 002 | 002 | 100 | Pfalz-Bayern         |                            |
| Rupprechtstegen             | 001 | 008 | 013 | Reichsstadt Nürnberg |                            |
| Sachsen bei Ansbach         | 024 | 028 | 086 | Reichsstadt Nürnberg |                            |
| Sack                        | 001 | 013 | 008 | Reichsstadt Nürnberg | Brandenburg-Bayreuth ⚔     |
| Sauernheim                  | 001 | 020 | 005 | Brandenburg-Ansbach  |                            |
| Schaftnach                  | 001 | 013 | 008 | Brandenburg-Ansbach  |                            |
| Schirnsdorf                 | 001 | 025 | 004 | Hochstift Bamberg    |                            |
| Schneckenhof                | 003 | 003 | 100 | Hochstift Bamberg    | Brandenburg-Bayreuth ⚔     |
| Schneemühle                 | 001 | 001 | 100 | Hochstift Eichstätt  |                            |
| Schönberg                   | 001 | 046 | 002 | Brandenburg-Ansbach  |                            |
| Schupf                      | 005 | 014 | 036 | Reichsstadt Nürnberg |                            |
| Schwaighausen               | 001 | 011 | 009 | Brandenburg-Ansbach  | Brandenburg-Bayreuth ⚭     |
| Schwarzenbach               | 010 | 027 | 037 | Reichsstadt Nürnberg | Brandenburg-Ansbach ⚔      |
| Seckendorf                  | 005 | 009 | 056 | Brandenburg-Ansbach  |                            |
| Seitendorf                  | 001 | 014 | 007 | Brandenburg-Ansbach  |                            |
| Seitersdorf                 | 002 | 019 | 011 | Brandenburg-Ansbach  |                            |
| Sendelbach                  | 006 | 017 | 035 | Reichsstadt Nürnberg |                            |
| Seukendorf                  | 011 | 032 | 034 | Brandenburg-Ansbach  |                            |
| Siegelsdorf                 | 001 | 008 | 013 | Brandenburg-Ansbach  |                            |
| Sigritzau                   | 002 | 005 | 040 | Hochstift Bamberg    |                            |
| Simonshofen                 | 002 | 040 | 005 | Reichsstadt Nürnberg |                            |
| Speikern                    | 002 | 027 | 007 | Pfalz-Bayern         |                            |
| Steinbach                   | 001 | 022 | 005 | Brandenburg-Ansbach  |                            |
| Steinbach                   | 001 | 010 | 010 | Hochstift Bamberg    |                            |
| Steindl                     | 001 | 013 | 008 | Brandenburg-Ansbach  |                            |
| Steinensittenbach           | 001 | 014 | 007 | Reichsstadt Nürnberg |                            |
| Sternschanze                | 001 | 002 | 050 | Reichsstadt Nürnberg | Brandenburg-Ansbach ⚔      |
| Stierbaum                   | 002 | 012 | 017 | Hochstift Eichstätt  |                            |
| Stinzendorf                 | 002 | 010 | 020 | Brandenburg-Ansbach  |                            |
| Tafelhof                    | 003 | 027 | 011 | Reichsstadt Nürnberg | Brandenburg-Ansbach ⚔      |
| Taubenhof                   | 002 | 002 | 100 | Brandenburg-Ansbach  |                            |
| Tragelhöchstädt             | 003 | 021 | 014 | Hochstift Bamberg    |                            |
| Traunfeld                   | 003 | 029 | 010 | Pfalz-Bayern         |                            |
| Trettendorf                 | 002 | 006 | 033 | Brandenburg-Ansbach  |                            |
| Tuchenbach                  | 001 | 031 | 003 | Brandenburg-Ansbach  |                            |
| Unterasbach                 | 001 | 009 | 011 | Brandenburg-Ansbach  |                            |
| Unterbüchlein               | 001 | 004 | 025 | Brandenburg-Ansbach  |                            |
| Untereschenbach             | 001 | 021 | 005 | Brandenburg-Ansbach  |                            |
| Unterkrumbach               | 005 | 011 | 045 | Reichsstadt Nürnberg |                            |
| Unterkruppach               | 002 | 010 | 020 | Reichsstadt Nürnberg |                            |
| Untermimberg                | 001 | 004 | 025 | Brandenburg-Ansbach  |                            |
| Unterrüsselbach             | 003 | 015 | 020 | Reichsstadt Nürnberg |                            |
| Vach                        | 010 | 090 | 011 | Brandenburg-Ansbach  |                            |
| Volkersdorf                 | 009 | 020 | 045 | Reichsstadt Nürnberg |                            |
| Vogtsreichenbach            | 007 | 012 | 058 | Brandenburg-Ansbach  |                            |
| Wachendorf                  | 002 | 014 | 014 | Brandenburg-Ansbach  |                            |
| Waizenfeld                  | 006 | 008 | 075 | Reichsstadt Nürnberg |                            |
| Walkersbrunn                | 002 | 030 | 007 | Reichsstadt Nürnberg |                            |
| Wallesau                    | 001 | 029 | 003 | Brandenburg-Ansbach  |                            |
| Walpersdorf                 | 001 | 008 | 013 | Brandenburg-Ansbach  |                            |
| Waltendorf                  | 002 | 002 | 100 | Reichsstadt Nürnberg |                            |
| Wassermungenau              | 001 | 049 | 002 | Brandenburg-Ansbach  |                            |
| Wasserzell                  | 003 | 010 | 030 | Hochstift Eichstätt  |                            |
| Watzendorf                  | 002 | 007 | 029 | Brandenburg-Ansbach  |                            |
| Weigendorf                  | 001 | 010 | 010 | Reichsstadt Nürnberg |                            |
| Weigenhofen                 | 001 | 018 | 006 | Reichsstadt Nürnberg | Brandenburg-Ansbach ⚔      |
| Weigensdorf                 | 002 | 004 | 050 | Pfalz-Bayern         |                            |
| Weihersberg                 | 004 | 004 | 100 | Reichsstadt Nürnberg | Brandenburg-Ansbach ⚔      |
| Weiler                      | 002 | 007 | 029 | Brandenburg-Ansbach  |                            |
| Weinzierlein                | 003 | 016 | 019 | Brandenburg-Ansbach  |                            |
| Weißenbrunn                 | 002 | 018 | 011 | Reichsstadt Nürnberg | Brandenburg-Ansbach ⚔      |
| Welkenbach                  | 006 | 007 | 086 | Brandenburg-Bayreuth | Hochstift Bamberg ⚭        |
| Wellerstadt                 | 002 | 016 | 013 | Brandenburg-Bayreuth |                            |
| Weppersdorf                 | 001 | 028 | 004 | Hochstift Bamberg    |                            |
| Wernsbach                   | 001 | 015 | 007 | Brandenburg-Ansbach  |                            |
| Wetzendorf                  | 028 | 032 | 088 | Brandenburg-Ansbach  | Reichsstadt Nürnberg ⚔     |
| Wimmelbach                  | 002 | 035 | 006 | Hochstift Bamberg    |                            |
| Wölfersdorf                 | 001 | 005 | 020 | Reichsstadt Nürnberg |                            |
| Wolfsau                     | 001 | 003 | 033 | Brandenburg-Ansbach  |                            |
| Zandt                       | 006 | 014 | 043 | Reichsstadt Nürnberg |                            |
| Ziegendorf                  | 001 | 007 | 014 | Brandenburg-Ansbach  |                            |
| Zirndorf                    | 003 | 121 | 002 | Brandenburg-Ansbach  |                            |